# Azkuna Zentroa
L'Alhóndiga (llotja) Municipal de Bilbao, en basc Alondegia, (Biscaia, Espanya) va ser construïda com a magatzem de vi. Avui dia és un centre d'oci i cultura.
Edificada entre 1905 i 1909 segons projecte de Ricardo Bastida, és l'afirmació d'una nova idea d'edifici quant a la implantació, que es situa sobre el nou traçat de ciutat que naixia en aquesta època i que ocupa tota una de les illes de l'Eixample de la vila. Fa ser innovadora per l'ús de tècniques noves, com que és un dels primers exemples d'arquitectura pública en formigó armat.
L'edifici, a més de complir els requeriments d'ordre funcional pels quals va ser dissenyat, transcendeix del mer caràcter de magatzem per inserir-se en la trama de l'eixample com un element amb vocació de conformar ciutat. Aquesta dualitat del plantejament és palès en el mateix edifici, i s'hi poden identificar els elements que atenen a cadascun dels aspectes ressenyats.
L'any 1919 va sofrir un incendi i posterior restauració. Clausurat per llarg temps, en la dècada del 1980 es va idear com a centre cultural amb la participació de Jorge Oteiza. Aquest projecte es va frustrar i poc després emergia un d'alternatiu a Bilbao, el del Museu Guggenheim, la qual cosa va motivar les crítiques d'Oteiza i una controvèrsia que solament es va apagar davant l'inusitat èxit del nou museu.
Finalment, l'Alhóndiga ha estat reformada com a centre cívic polivalent, amb la intervenció del dissenyador Philippe Starck, i inaugurada el 18 de maig de 2010.

## Edifici original de Ricardo Bastida

### Interior

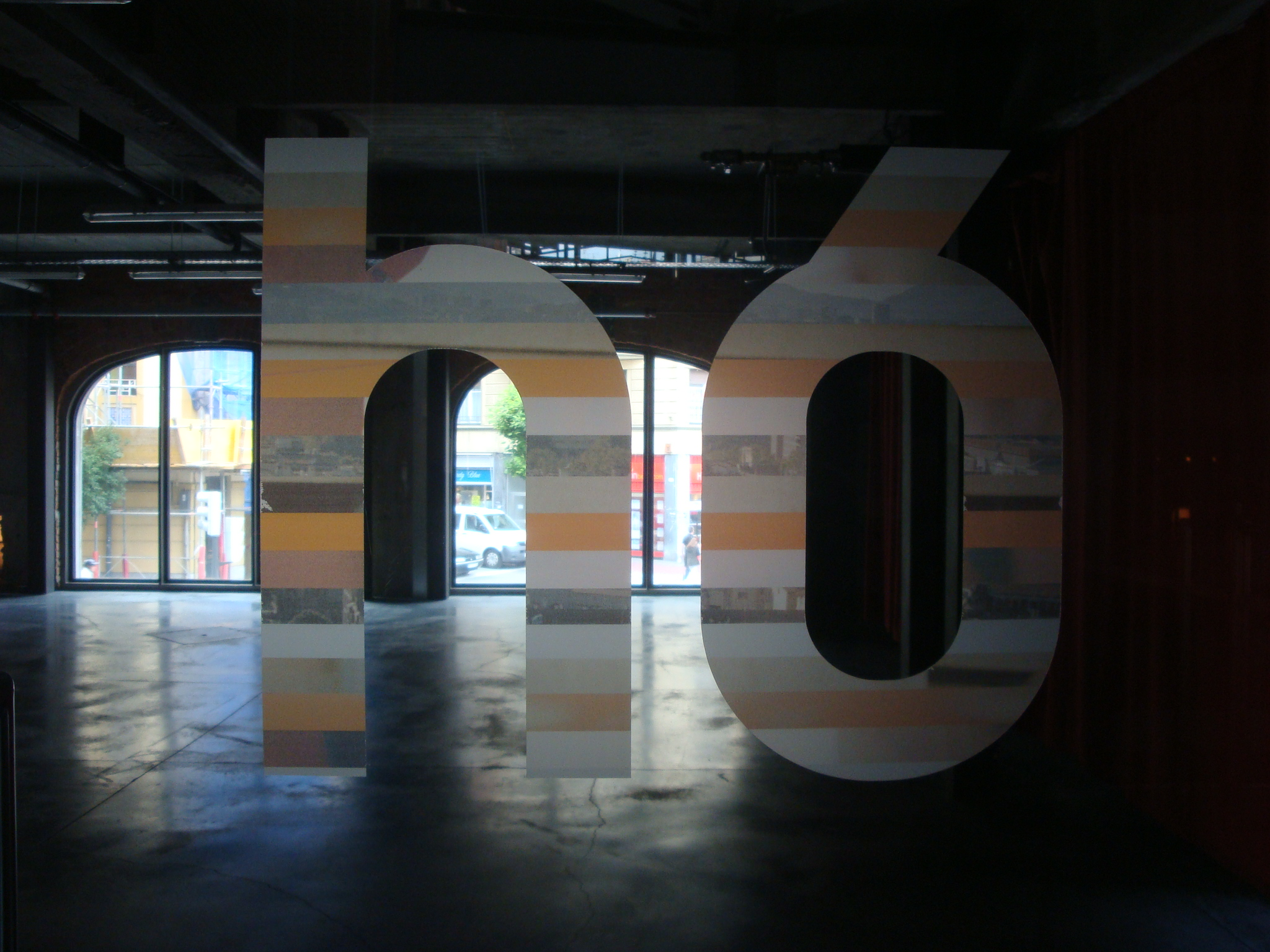
Interior

L'interior presenta una configuració diàfana, en la qual s'uneix l'indubtable atractiu de la possibilitat d'experimentar la totalitat de l'espai corresponent a una illa de l'eixample, amb el rigor geomètric que l'estructura conté, el qual propicia notables percepcions de l'espai per aquesta modulat. Els pòrtics de formigó armat (L'Alhóndiga va ser un dels primers edificis realitzats amb aquesta tècnica a Biscaia) presenten una reiterativa modulació que s'altera lleugerament a les zones en què diverses necessitats de tipus funcional ho demanen. Els carrers de circulació per l'interior de les plantes baixa i soterrani, associades en vertical a grans buits dels forjats superiors per propiciar la il·luminació del conjunt, creen zones de ruptura de la trama estructural. La seva raó de ser, per tant, cal buscar-la en l'adaptació funcional a l'ús per la qual va ser projectada, i és aquest, en conseqüència, un aspecte a considerar preferentment en la valoració de l'edifici. La neteja i contundència de l'estructura existent, no obstant això, acaben per caracteritzar espacialment el seu interior.

### Exterior

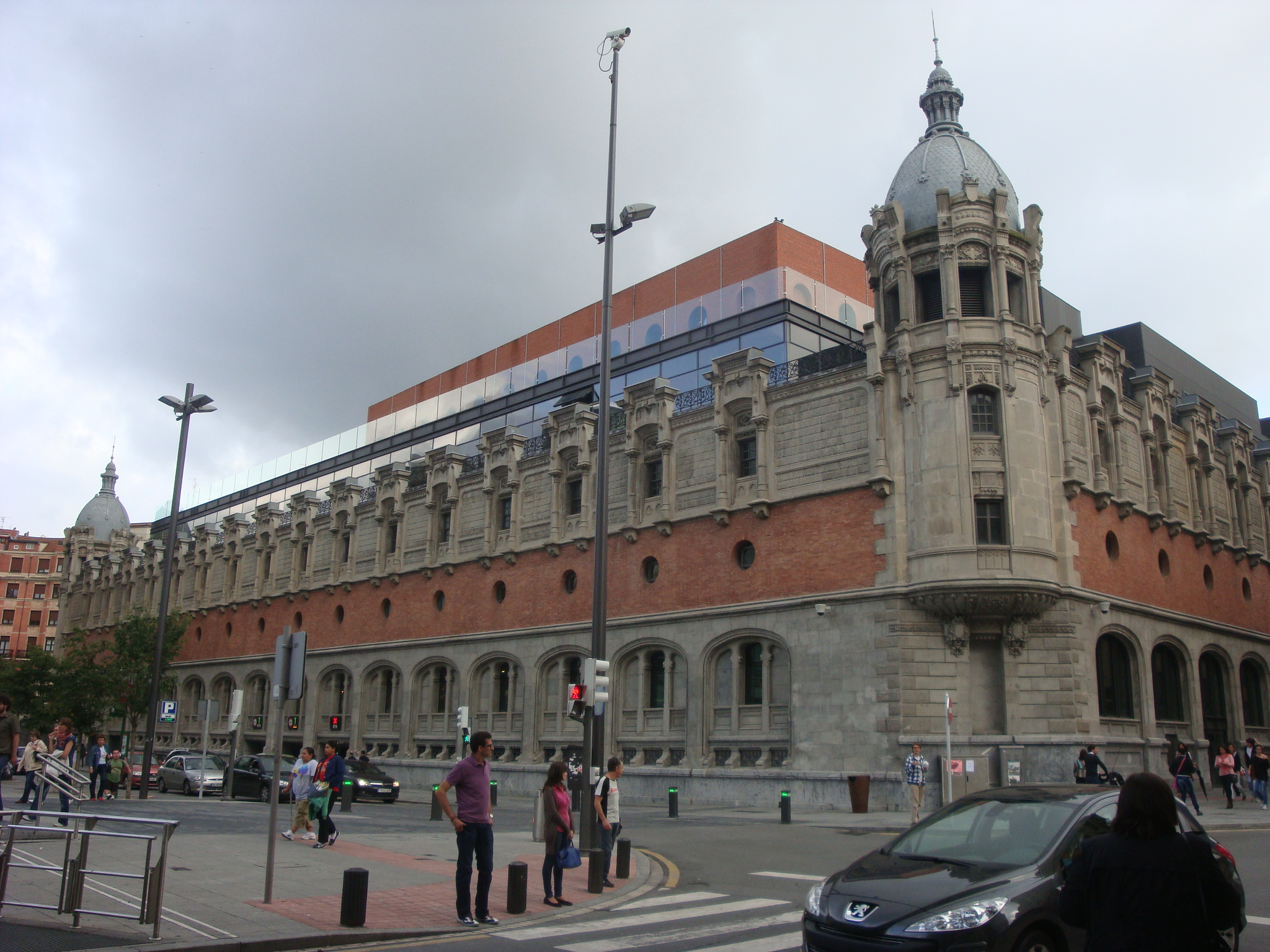
Exterior

Exteriorment, l'edifici està dotat d'una indubtable monumentalitat i presenta condicions evidents per a considerar-lo com a element rellevant, i és la particular concepció de les façanes clau de la relació de l'edifici amb la resta de la ciutat i factor determinant en la seva qualificació des de les més diverses òptiques. La valoració quant a imatge exterior de l'edifici, cal realitzar-la des de dos nivells diferents, derivats de la relació amb l'entorn proper i la materialitat del assentament sobre el terreny, d'una banda, i com a unitat edificada dins del conjunt de les de l'eixample, per una altra. L'edifici mostra els imperatius que es desprenen de la resolució d'un programa funcional, presentant, dins de l'homogeneïtat de la seva imatge, solucions matisades en la planta baixa al llarg de tot el perímetre, en la trobada amb els vials circumdants en funció de les cotes altimètriques d'aquests i la necessitat d'accés a l'interior de l'edifici.
En una visió més global, ofereix una imatge que l'identifica clarament com a edifici singular enfront dels immobles circumdants, majoritàriament residencials, mitjançant la resolució de la façana amb determinats ressorts compositius que suggereixen un ús industrial, d'una banda, i mostren un caràcter clarament urbà, per un altre. La utilització de diferents materials i criteris decoratius disposats en franges horitzontals i els finestrals ornamentats com a rematada superior dels alçats marquen un criteri constant en la qualificació del perímetre construït, el qual presenta, no obstant això, una nota d'emfasització derivada d'una condició sensible a la inserció en l'eixample: la utilització, precisament en els punts singulars creats per la mateixa trama urbana, de torrasses de rematada allí on el drap continu de façana gira -les cantonades- configurant-se, a més, un front característic cap a la plaça d'Arriquíbar.

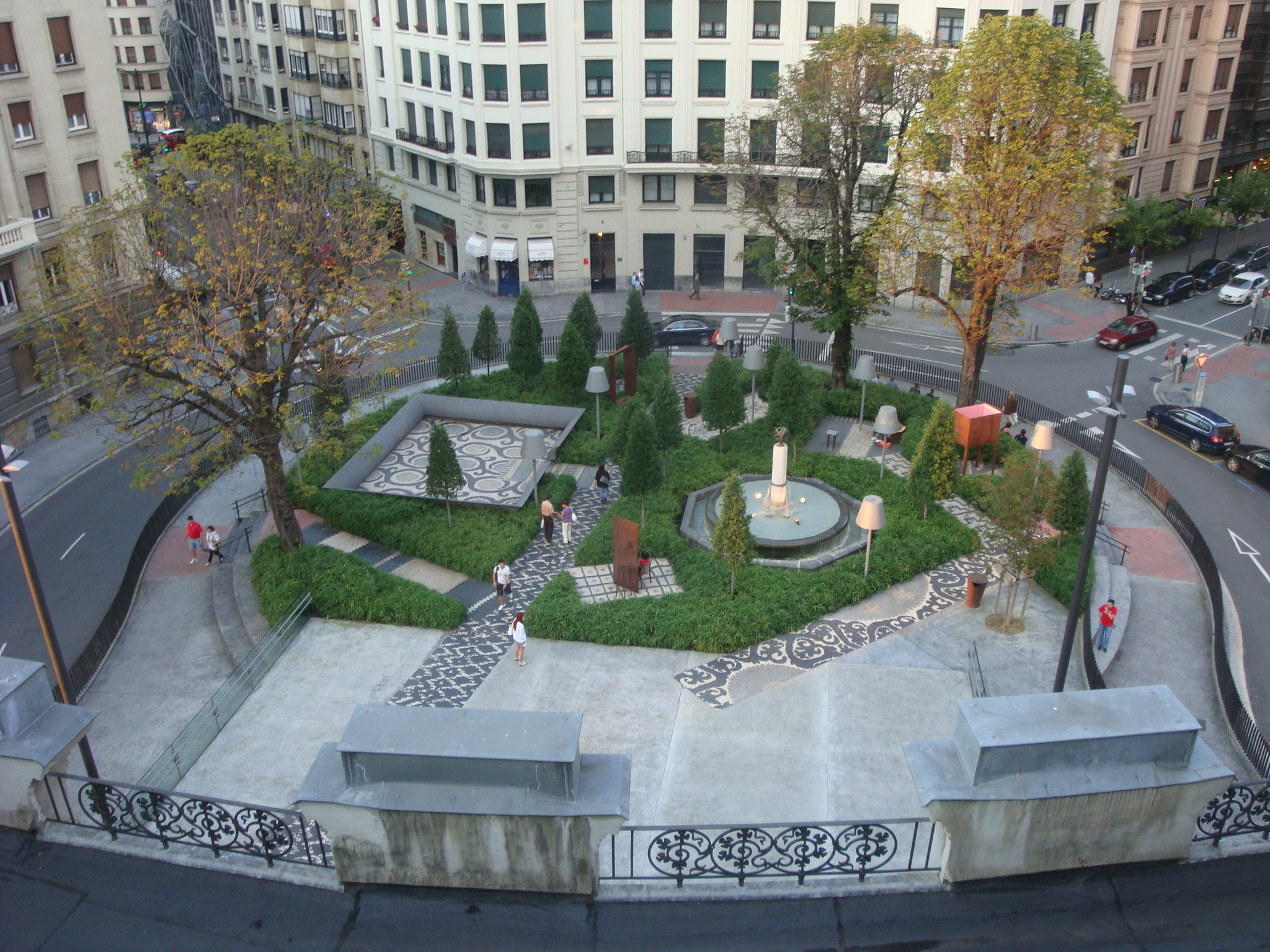
Vista de la plaça Arriquíbar, porta d'accés a l'Alhóndiga, Bilbao

La coberta és plana i s'hi situen grans lluernes, situades sobre els carrers de circulació interior, resoltes mitjançant plans inclinats sobre estructura metàl·lica.
Els diferents usos acollits en l'edifici des del seu tancament com a llotja han originat alteracions en la configuració originària de l'edifici; la més notable, en el que a l'exterior de l'edifici es refereix, l'esquinçat de dos buits de planta baixa en l'enfront d'albereda d'Urquijo. Prèviament, en data no determinada, les rematades de ferreria situades sobre la cornisa, entre les coronacions dels fronts de finestres de la planta superior, van ser substituïdes per draps de maó a cara vista que alteren la primitiva percepció d'aquestes coronacions, retallades sobre el cel, i resten singularitat compositiva al llenç de mur de primera planta, únic element de l'edifici resolt en aquest mateix material. Existeixen, a més, multitud de desperfectes puntuals en elements de façana derivats de petites actuacions realitzades al llarg de la vida de l'edifici.

## Rehabilitació de Philippe Starck
L'Alhóndiga de Bilbao, antic magatzem de vins d'un segle d'antiguitat, ha estat reconvertida en centre cultural pel dissenyador francès Philippe Starck després d'una inversió de 75 milions d'euros.
Les obres van començar al maig de 2001 amb l'enderroc de l'estructura interior, respectant-se la façana i la crugia que la subjecta. A l'interior, s'han construït tres cubs folrats de maó, suspesos sobre 43 columnes diferents.
D'una superfície de 43.000 metres quadrats, conté vuit sales de cinema, auditori, biblioteca (*Mediateka), sala d'exposicions, gimnàs, piscina, tenda, restaurants i aparcament soterrani. Ha atorgat, a més, beques a la creació juvenil com l'AlhóndigaKomik.

## Imatges

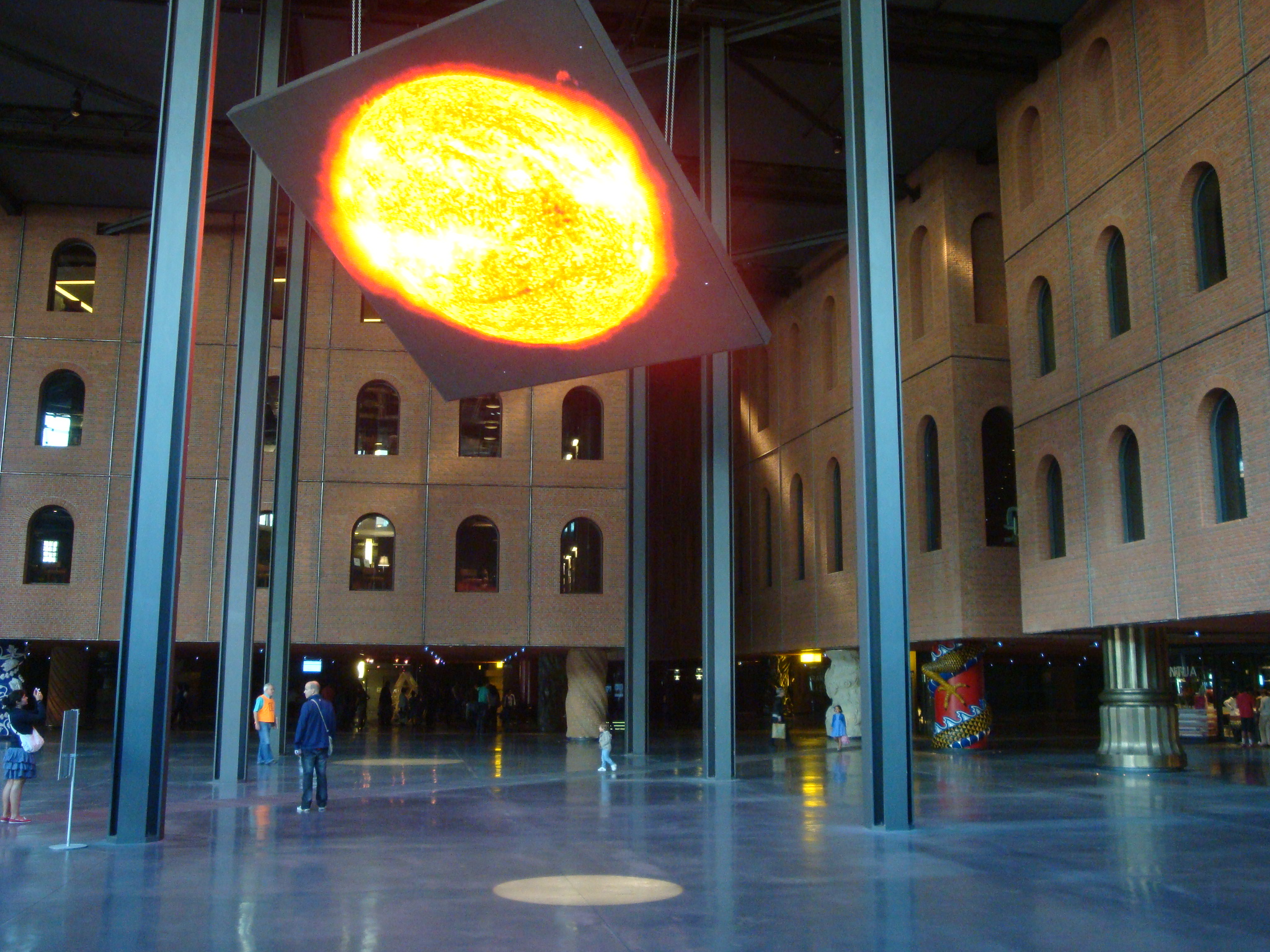
Detall sol central
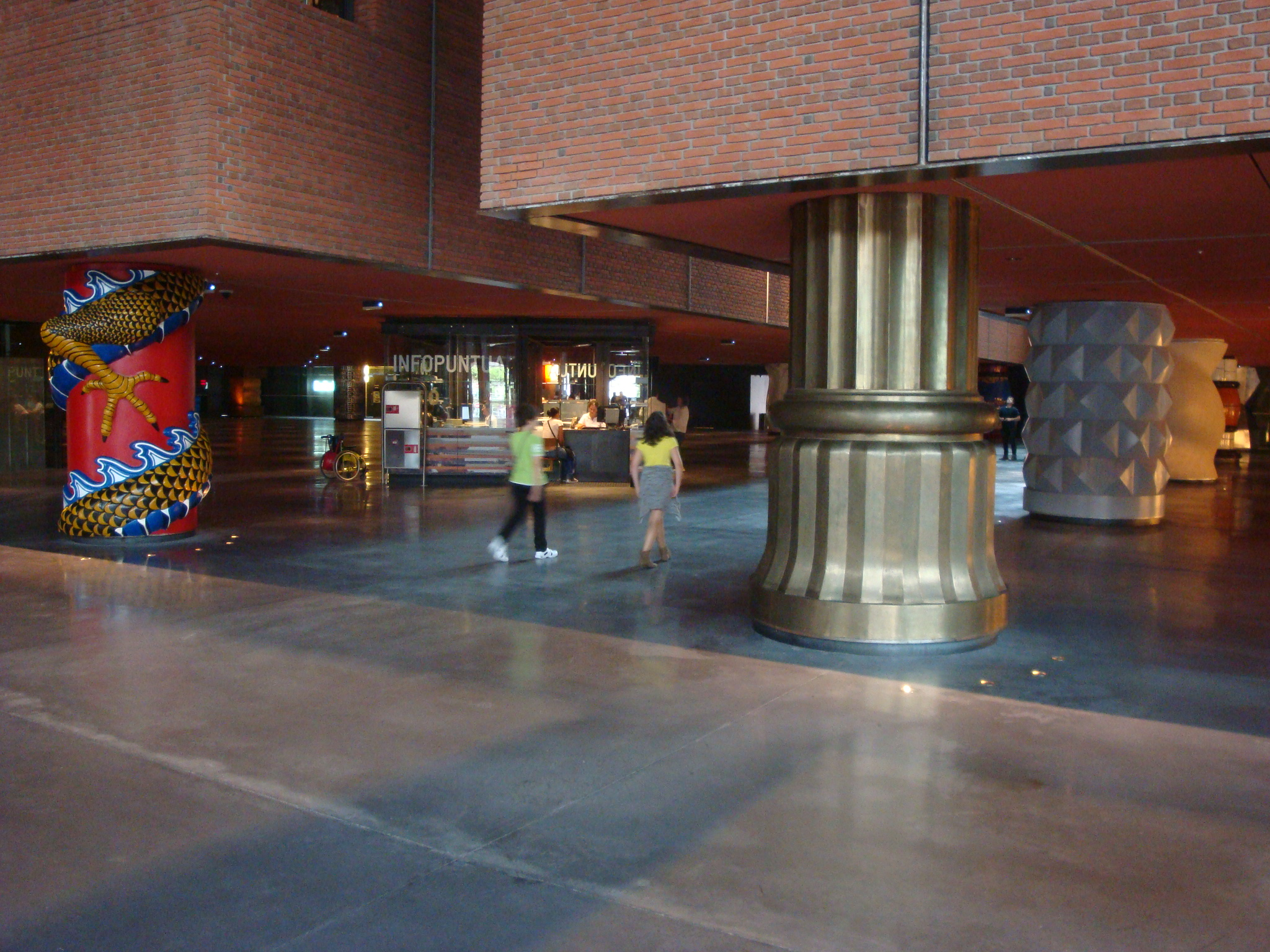
Detall columnes
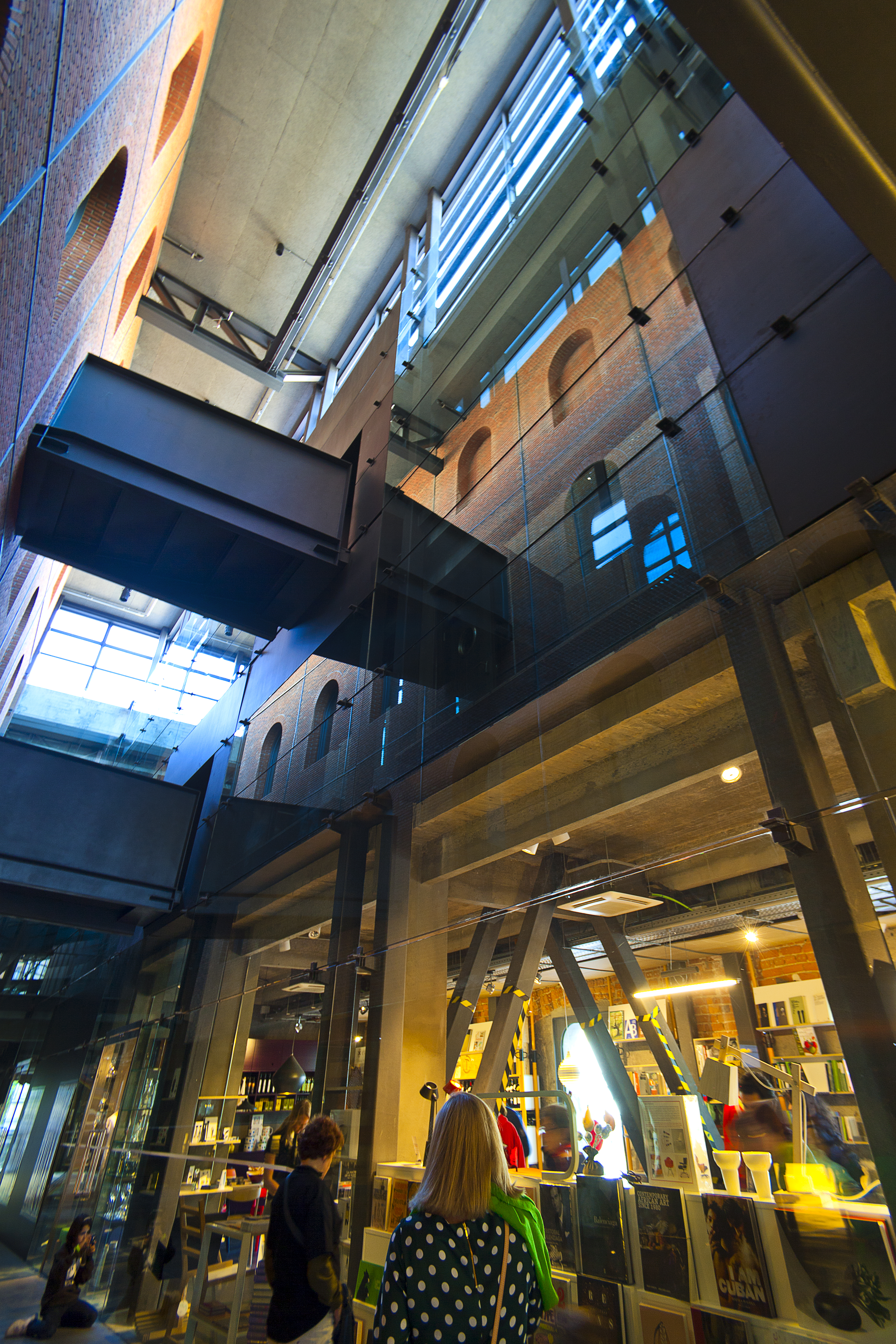
Llibreria
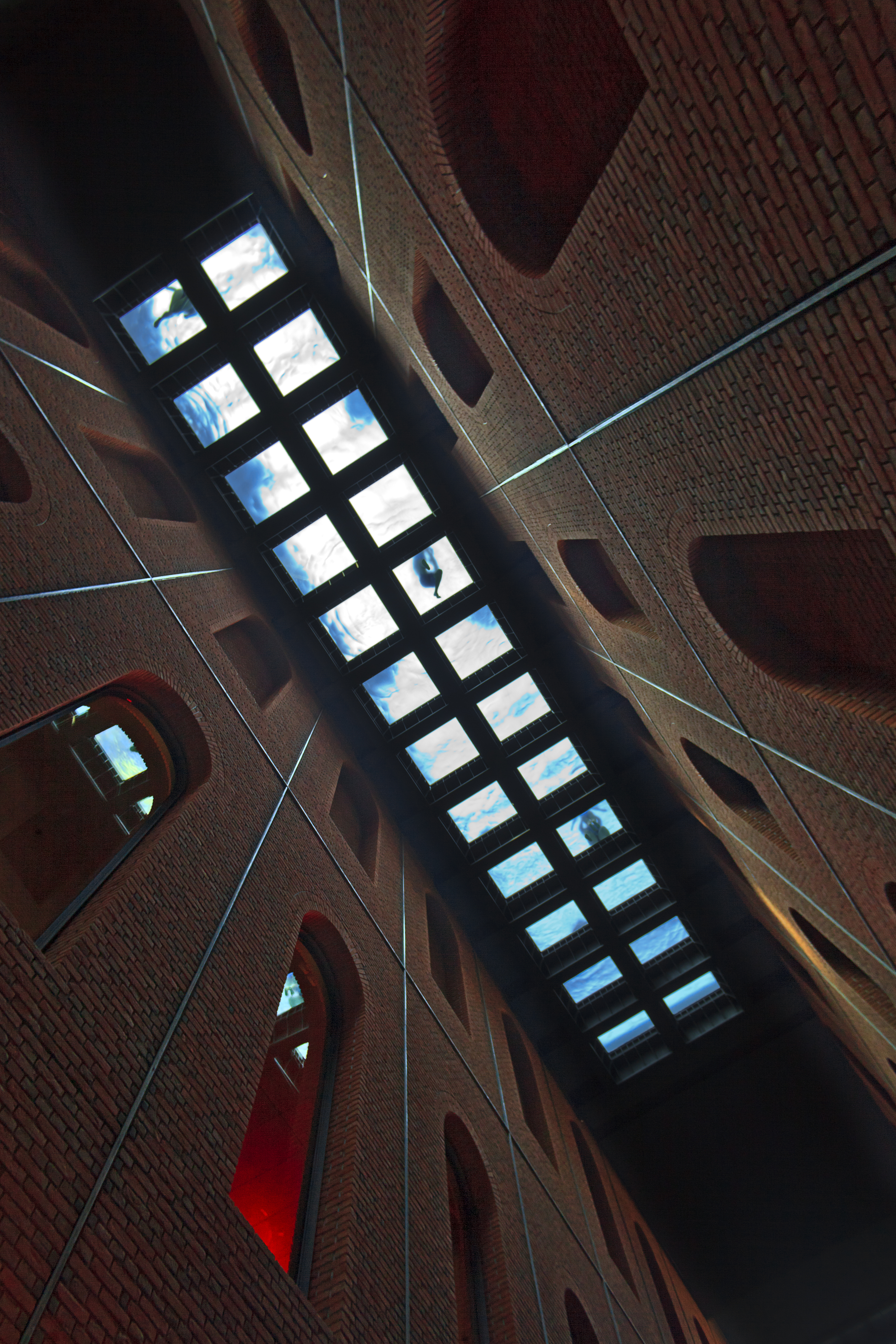
Sostre / terra piscina
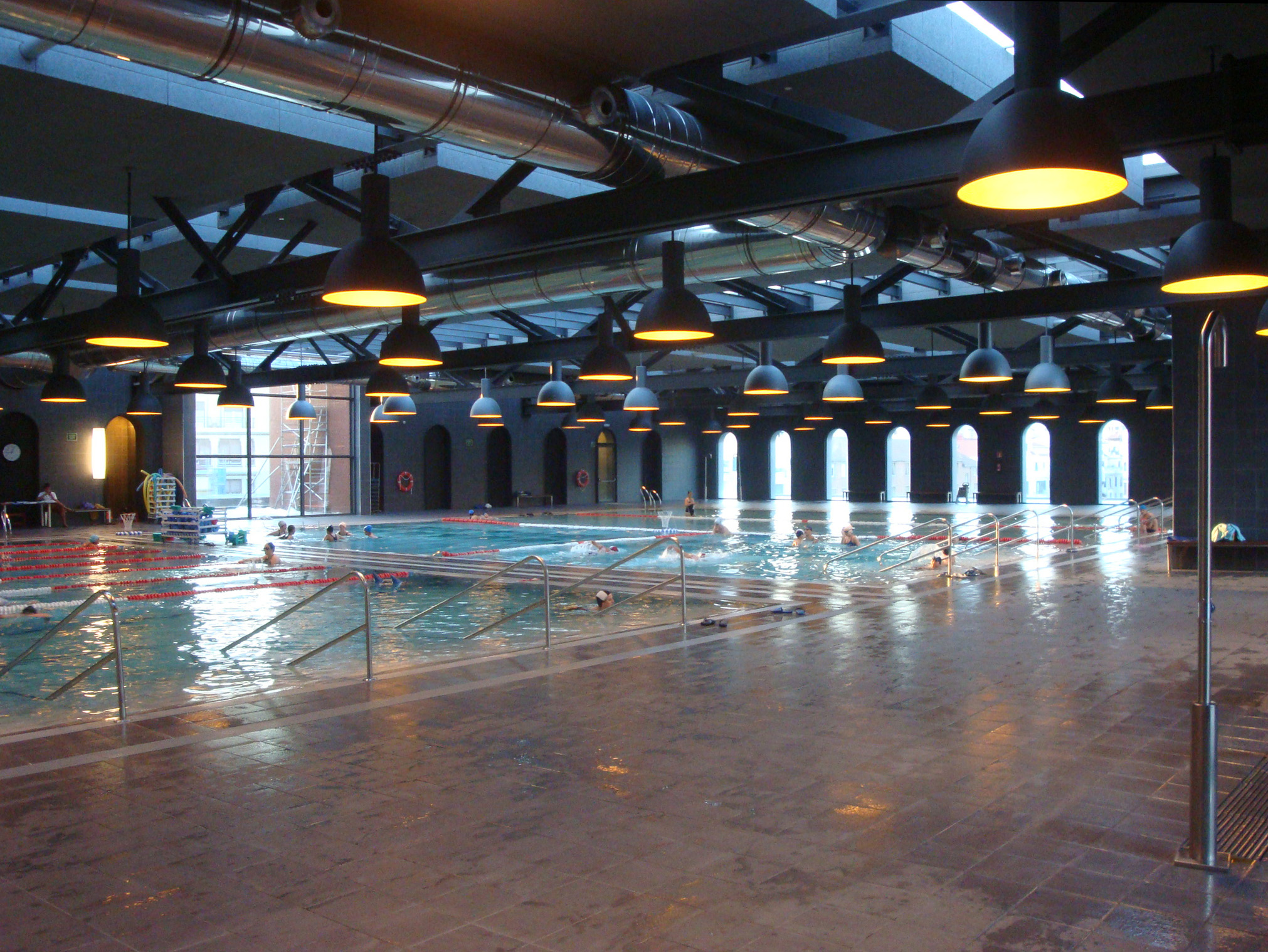
Piscines
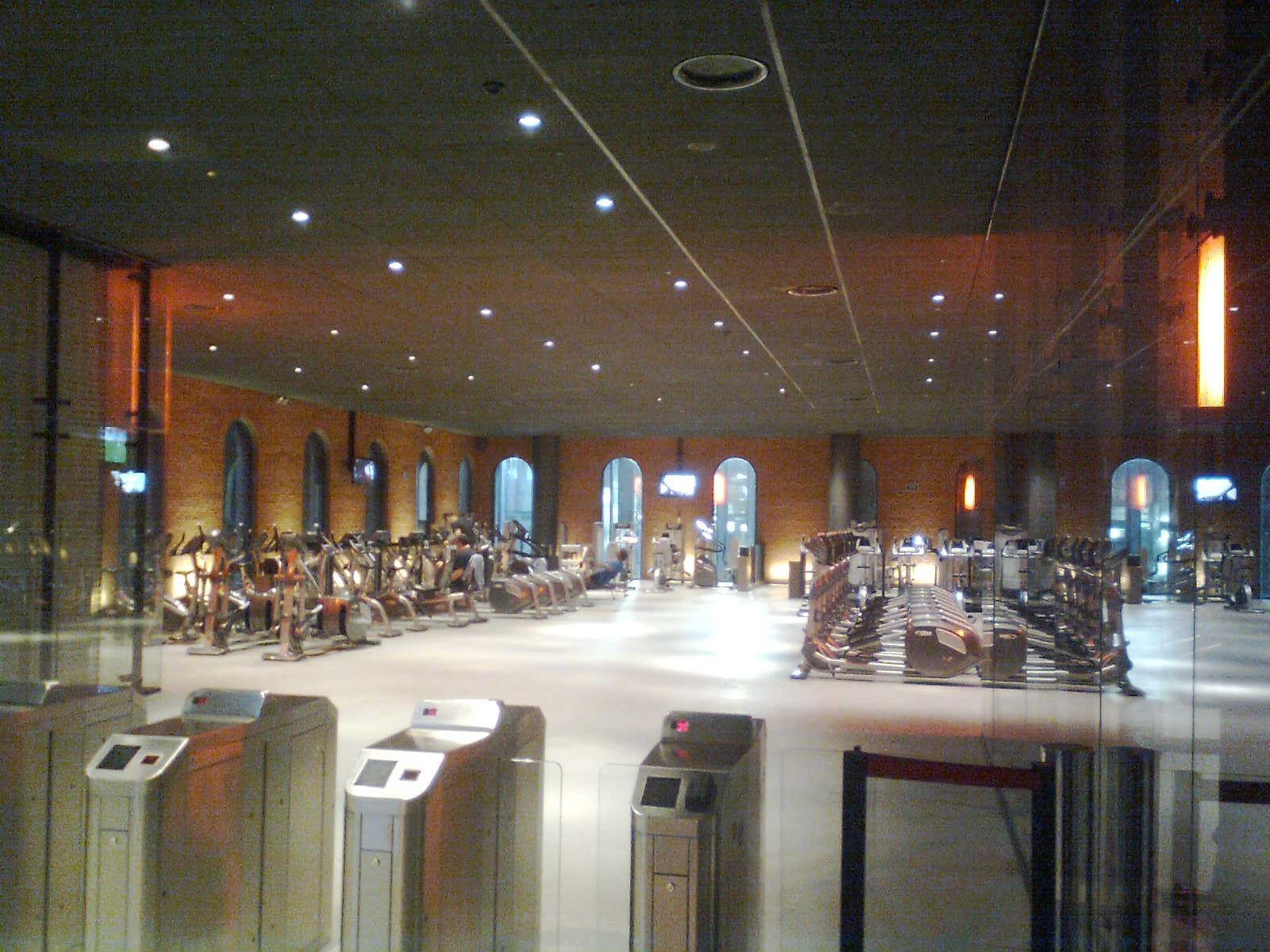
Gimnàs
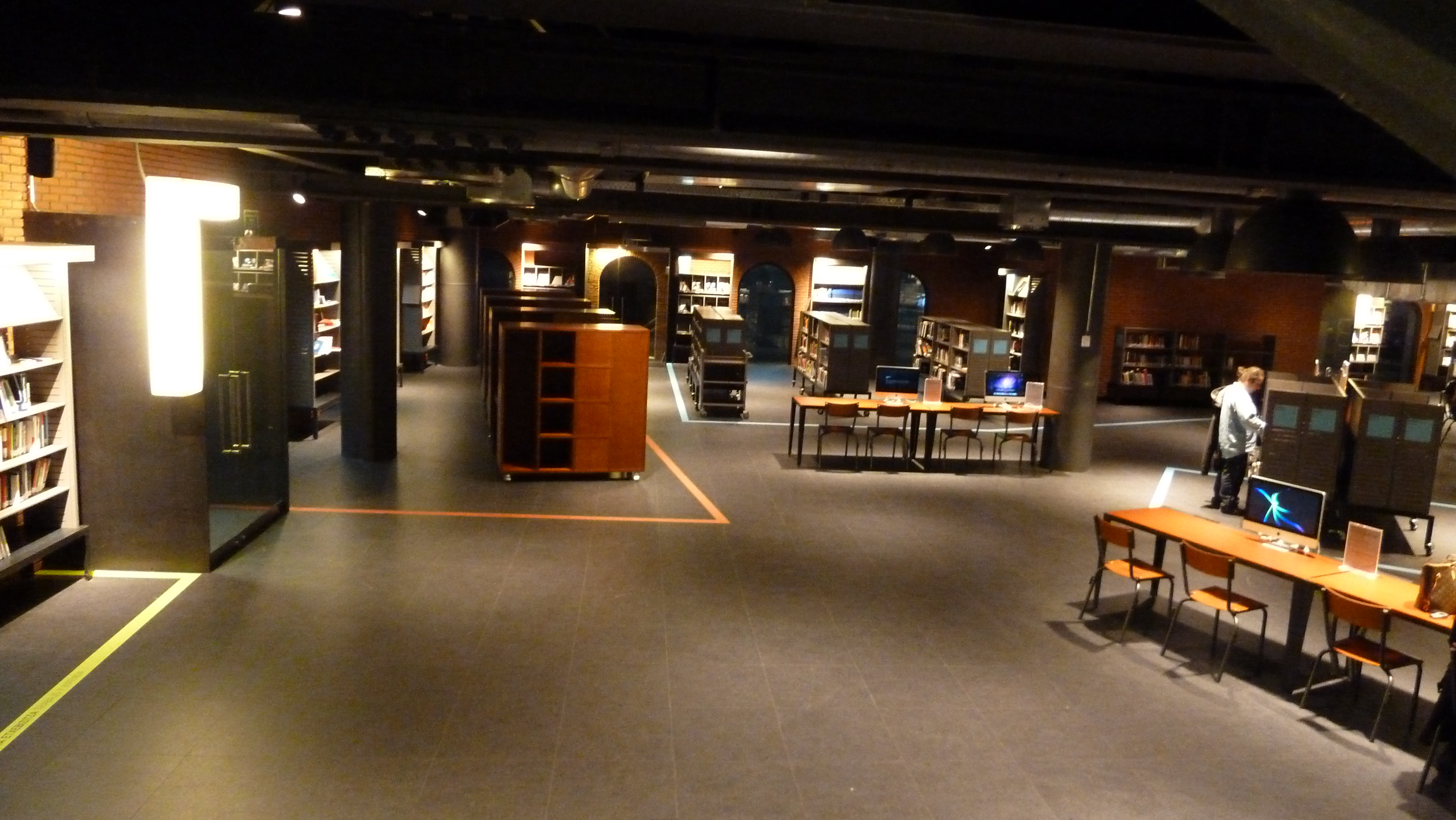
Mediateka.
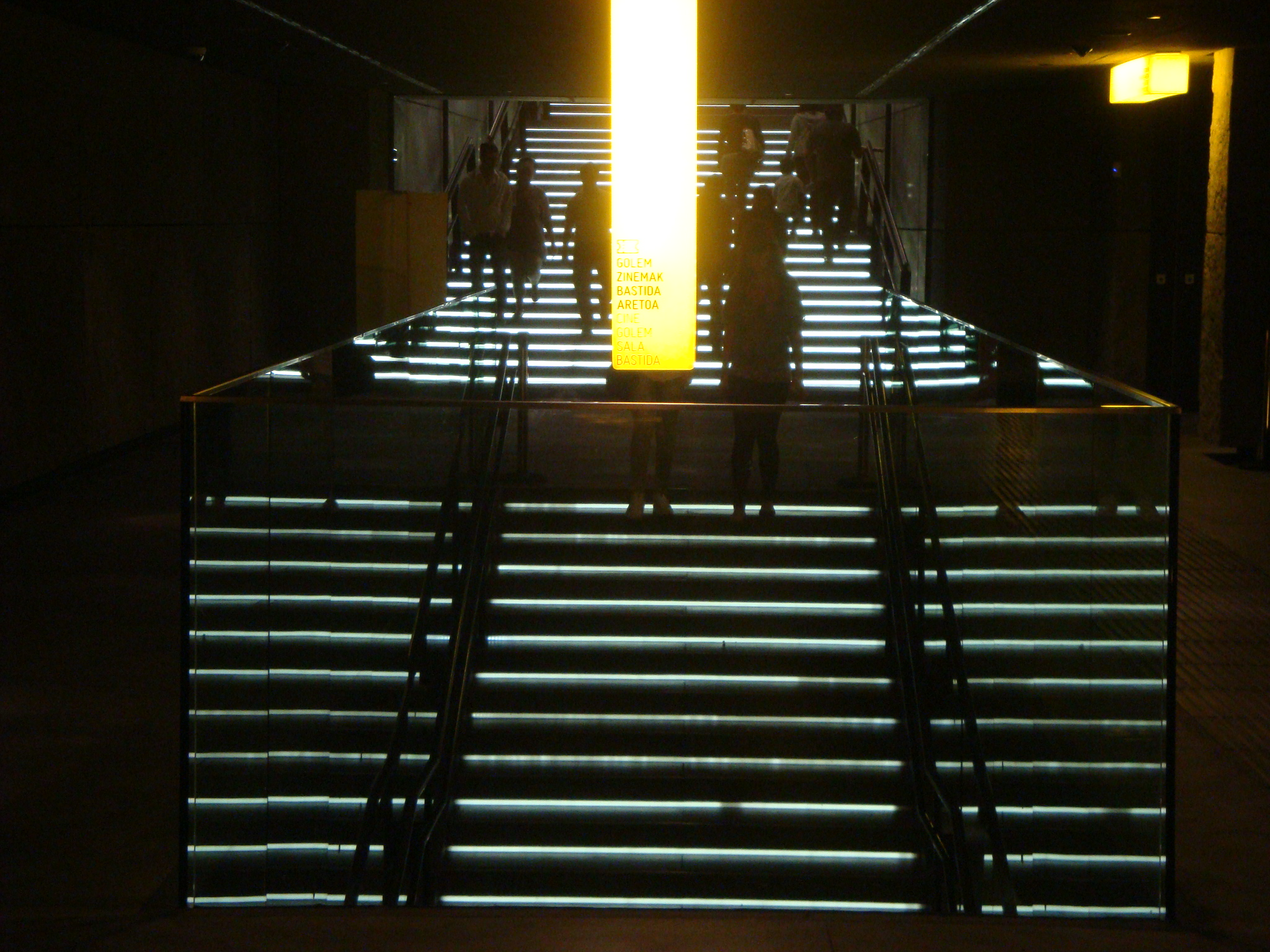
Accés a sales de cinema